# Catarractodes embuensis
Catarractodes embuensis – gatunek chrząszcza z rodziny kusakowatych i podrodziny rydzenic.
Gatunek ten opisał po raz pierwszy w 1996 roku Roberto Pace na łamach „Revue suisse de Zoologie”. Jako lokalizację typową wskazano okolice Ishiary w kenijskim hrabstwie Embu.
Chrząszcz o błyszczącym, wydłużonym w zarysie ciele długości 2,5 mm. Głowa jest brązowa, pozbawiona siateczkowania, o punktowaniu wyraźnym w tylnej połowie, ale mocno zatartym w połowie przedniej. Czułki mają człony pierwszy, drugi i trzeci żółtorude, a człony pozostałe brązowe. Człony od czwartego do dziesiątego są znacznie szersze niż dłuższe. Brązowe przedplecze jest wyraźnie punktowane, niesiateczkowane. Również brązowe pokrywy mają wyraźne ziarenkowanie i pozbawione są siateczkowania. Kolor odnóży jest rudy. Odwłok jest brązowy z rudym wierzchołkiem, słabiej ku tyłowi zwężony niż u C. serranoi. Na powierzchni odwłoka brak jest siateczkowania. Genitalia samca różnią się od tych u C. serranoi i C. minimus tęższej budowy edeagusem.
Owad afrotropikalny, znany wyłącznie z Kenii. Spotkany na rzędnych 900 m n.p.m.